# Pyrites Island
Pyrites Island (in Argentinien Islote Pirita) ist die größte dreier kleiner  Inseln vor der Nordküste von King George Island im Archipel der Südlichen Shetlandinseln. Diese liegen südöstlich des Gam Point auf der Ostseite des Esther Harbour.
Der schottische Geologe David Ferguson (1857–1936) benannte im Zuge seiner Erkundungsreise (1913–1914) den nördlichen Ausläufer des Gam Point gemeinsam mit der nordwestlich bzw. südöstlich davon gelegenen Insel als Esther Islands, Pyritis Islands oder Pyritic Islands wegen der Vorkommen von Pyrit und Ganglagerstätten aus Quarz. Aus Fergusons Beschreibungen geht hervor, dass das Eiskliff hinter dem Gam Point seit 1914 mit der ihm vorgelagerten Insel verschmolzen ist und als Teil von King George Island angesehen werden muss. Das UK Antarctic Place-Names Committee wählte 1960 die heute gültige Benennung, um Verwechslungen mit anderen geografischen Objekten in der Umgebung zu vermeiden, die das Präfix Esther tragen.